# Казацкие походы в Молдавию
Казацкие походы в Молдавию — военные походы запорожских казаков в Молдавию в XVI и XVII веках.

## Походы Ивана Подковы
Иван Подкова считал себя «родственником» Ивони Лютого.

### Первый поход
Летом 1577 Подкова подошел к Молдавии, но там его встретил молдавский отряд и ему пришлось отступить.

### Второй поход
В 1577 году Подкова занял Яссы (столицу Молдавии) и был провозглашен молдавским государем.

## Походы Богдана Хмельницкого

### 1650 год
Богдан Хмельницкий в союзе с татарами вторгается в Молдавию, занимает её столицу Яссы и таким образом заставляет молдавского государя Василия Лупула отказаться от союза с Польшей и выдать свою дочь Розанду за своего сына Тимофея. После поражения казацкого войска в Берестецкой битве Лупул отказался выполнять свои обещания.

### 1652 год
После битвы под Батогом Тимофей Хмельницкий вступил с войском в Молдавию, женился на Розанде и заставил Василия Лупула восстановить союз с Запорожской Сечью. После ухода казаков Валахия и Трансильвания при поддержке Польши заняли Яссы и сбросили Лупула с престола.

### 1653 год
В апреле казацкие войска покинули Молдову.

## Поход гетмана Куницкого
После победы над турками под Веной и Парканами, осенью 1683 года польские войска под командованием Стефана Петричейку с казацкими отрядами гетмана Куницкого заняли столицу Молдавского княжества Яссы. Отсюда Куницкий во главе отрядов молдаван и казаков совершил поход на Буджак, но при возвращении был атакован турецко-татарскими силами. Потерпев неудачу, Куницкий части казацкой конницы отступил в Яссы, откуда вернулся на польские земли.